# アパーム・ナパート
アパーム・ナパート（Apāṃ napāt）は、インド神話の水神である。名前は「水の子」という意味で、古代インドの聖典『リグ・ヴェーダ』に登場する。
独立讃歌は1篇15詩節のみだが（2巻35）、インド・イラン共同時代にさかのぼる古い神格で、ゾロアスター教の聖典『アヴェスター』における中級神霊ヤザタの1つアパム・ナパートと同一の起源を有する。両者の性格に共通点は見られるが、『リグ・ヴェーダ』のアパーム・ナパートは純粋な水神というよりはむしろ火神アグニとの結びつきが強く、主に水中におけるアグニを象徴している。